# Добровитки
Добровитки — деревня в Краснопрудской волости Псковского района Псковской области России.
Расположена в 2 км к востоку от волостного центра Кирово и в 35 км к югу от города Пскова.
Численность населения деревни по состоянию на 2000 год составляла 7 жителей.

## История
В Писцовых Книгах 1585-87 гг.. обозначен центром Добровитцкой губы Прудцкой засады.

5 декабря 1943 года в деревне Добровитки немецко-фашистский карательный отряд арестовал жителей и запер их в здании сельской церкви. Всех, кто пытался сбежать, расстреливали на месте. Затем храм Ильи Пророка был взорван, и все закрытые в нём люди погибли под его развалинами.